# Lyctocoris okanaganus
Lyctocoris okanaganus är en insektsart som beskrevs av Kelton och Anderson 1962. Lyctocoris okanaganus ingår i släktet Lyctocoris och familjen näbbskinnbaggar. Inga underarter finns listade i Catalogue of Life.